# Skuggan växer
Skuggan växer är del 7 i Robert Jordans fantasyserie Sagan om Drakens Återkomst (Wheel of Time). På engelska: The Shadow Rising och den kom ut 1996. Den är översatt av Jan Risheden. Den handlar om "Rand al'Thor, som har erövrat den legendariska fästningen Tears klippa och tagit Callandor, det märkliga vapen som liknar ett svärd men är en koncentration av Kraften. Han är Draken återfödd, men en lång vandring återstår ännu. Medan både vänner och fiender intrigerar och samlar sina styrkor studerar Rand de gamla profetiorna och kämpar för att lära sig behärska Kraften inom sig. Men alla vet att ett krig mot ondskan och alla som står emot honom är oundvikligt. Och fängelset som håller den onde håller sakta på att förlora sin kraft..."
| Föregående bok: Tears klippa | Sagan om Drakens Återkomst | Nästa bok: Tornets fall |